# Chalepotatus integer
Chalepotatus integer es un coleóptero de la familia Chrysomelidae.
Fue descrita científicamente en 1935 por Uhmann.